# Stenus curops
Stenus curops är en skalbaggsart som beskrevs av Thomas Casey. Stenus curops ingår i släktet Stenus och familjen kortvingar. Inga underarter finns listade i Catalogue of Life.